# Through the Ashes of Empires
Through the Ashes of Empire är det femte albumet av bandet Machine Head som släpptes i Oktober 2003 i Europa och i April 2004 i USA. Detta album är mer relaterad till stilen som Machine Head hade på de två första albumen till än det tredje och fjärde.
Under albumets inspelningstid hade Machine Head inget skivkontrakt men efter albumets succé erbjöd deras tidigare skivbolag Roadrunner Records åter ett kontrakt, och albumet släpptes i USA i april 2004.
En specialutgåva på Through the Ashes of Empires släpptes med en bonus-CD som innehåller tidiga demoinspelningar av låtarna från albumet, samt en kort video av bandet i studion under inspelningen på albumet.
Machine Head spelade in en extralåt med titeln "Seasons Wither", för den nordamerikanska utgåva till albumet eftersom de amerikanska fansen fick vänta länge på lanseringen. Låten släpptes senare internationellt som en B-sida på deras singel "Days Turn Blue to Gray".

## Låtar
1. "Imperium" – 6:41
2. "Bite The Bullet" – 3:21
3. "Left Unfinished" – 5:45
4. "Elegy" – 3:55
5. "In The Presence Of My Enemies" – 7:07
6. "Days Turn Blue To Gray" – 5:29
7. "Vim" – 5:12
8. "Seasons Wither" (endast på Nordamerikanska utgåvan) - 6:18
9. "All Falls Down" – 4:29
10. "Wipe The Tears" – 3:54
11. "Descend The Shades Of Night" – 7:46

### Bonus CD
1. "Bite The Bullet" (Demo) - 3:51
2. "Left Unfinished" (Demo) - 4:29
3. "Elegy" (Demo) - 3:47
4. "All Falls Down" (Demo) - 4:29
5. "Descend The Shades Of Night" (Demo) - 3:53
6. "The Blood, The Sweat, The Tears" (Video)
7. "Through The Ashes Of Empires Sessions" (Video)